# Escala de Planck
Escala de Planck é a menor escala da física quântica, ainda inexplorada pelos aceleradores de partículas pela grande quantidade de energia exigida. Seu comprimento é da ordem de 10 elevado à potência -35 (em metros).